# Fuglevik
Fuglevik is een plaats in de Noorse gemeente Moss, fylke Østfold. Fuglevik telt 448 inwoners (2007) en heeft een oppervlakte van 0,46 km².